# Bogokidul
Bogokidul is een bestuurslaag in het regentschap Kediri van de provincie Oost-Java, Indonesië. Bogokidul telt 1486 inwoners (volkstelling 2010).